# Soul Train Music Awards
Il Soul Train Music Awards è un festival annuale, nel quale vengono premiati i migliori personaggi attivi nell'ambito della musica e dell'intrattenimento della black music, intesa come insieme di generi afro-americani, ossia soul, R&B, jazz, gospel e hip hop. Prodotto dalla squadra che realizzò il programma televisivo Soul Train, dal quale prende il nome, il premio viene consegnato dal 1987.
La giuria del Soul Train Music Awards è composta da persone coinvolte nell'ambito della programmazione radiofonica, della musica e del management, nonché da artisti che vantano precedenti illustri nelle classifiche di settore. Nel 2008 la cerimonia non ebbe luogo, a causa dello sciopero messo in atto dagli sceneggiatori, ma dal 2009 il festival ha ripreso il suo svolgimento annuale. Dal 1995 al 2005 è stato tenuto un premio separato chiamato Soul Train Lady of Soul Awards, onorando le artiste femminili.
Nel passato si sono esibiti al Soul Train artisti come Whitney Houston, Dionne Warwick, Luther Vandross, Patti LaBelle, Will Smith, Vanessa Williams e Gladys Knight.
La cantante Beyoncé detiene il record di premi vinti, seguita da Janet Jackson e Chris Brown.

## Edizioni
| Anno | Presentatori                                                 | Sede                                       | Ref.   |
| ---- | ------------------------------------------------------------ | ------------------------------------------ | ------ |
| 1987 | Dionne Warwick, Luther Vandross                              | Santa Monica Civic Auditorium              | [ 1 ]  |
| 1988 | Dionne Warwick                                               | Santa Monica Civic Auditorium              | [ 5 ]  |
| 1989 | Dionne Warwick, Ahmad Rashād, Patti LaBelle                  | Shrine Auditorium                          | [ 6 ]  |
| 1990 | Dionne Warwick, Ahmad Rashād, Patti LaBelle                  | Shrine Auditorium                          | [ 7 ]  |
| 1991 | Dionne Warwick, Ahmad Rashād, Patti LaBelle                  | Shrine Auditorium                          | [ 8 ]  |
| 1992 | Will Smith, Luther Vandross, Vanessa Williams, Patti LaBelle | Shrine Auditorium                          | [ 9 ]  |
| 1993 | Luther Vandross, Patti LaBelle, Natalie Cole                 | Shrine Auditorium                          | [ 10 ] |
| 1994 | Gladys Knight, Patti LaBelle, Johnny Gill                    | Shrine Auditorium                          | [ 11 ] |
| 1995 | Anita Baker, Patti LaBelle, Babyface                         | Shrine Auditorium                          | [ 12 ] |
| 1996 | Brandy, Anita Baker, LL Cool J                               | Shrine Auditorium                          | [ 13 ] |
| 1997 | Brandy, Gladys Knight, LL Cool J                             | Shrine Auditorium                          | [ 14 ] |
| 1998 | Heavy D, Patti LaBelle, Erykah Badu                          | Shrine Auditorium                          | [ 15 ] |
| 1999 | Tyra Banks, Monica, Brian McKnight                           | Shrine Auditorium                          | [ 16 ] |
| 2000 | Lisa "Left Eye" Lopes, Tamia, Eric Benét, Shemar Moore       | Shrine Auditorium                          | [ 17 ] |
| 2001 | Queen Latifah, Mya, Shemar Moore                             | Shrine Auditorium                          | [ 18 ] |
| 2002 | Shemar Moore, Faith Evans, Yolanda Adams, Arsenio Hall       | Los Angeles Memorial Sports Arena          | [ 19 ] |
| 2003 | Queen Latifah, Arsenio Hall                                  | Pasadena Civic Auditorium                  | [ 20 ] |
| 2004 | Babyface, Alicia Keys                                        | International Cultural Center Auditorium   | [ 21 ] |
| 2005 | Brian McKnight, Fantasia, Nick Cannon, Nicole Richie         | Paramount Pictures Studios                 | [ 22 ] |
| 2006 | Vivica A. Fox, Tyrese Gibson                                 | Pasadena Civic Auditorium                  | [ 23 ] |
| 2007 | Omarion, LeToya Luckett                                      | Pasadena Civic Auditorium                  | [ 24 ] |
| 2009 | Terrence Howard, Taraji P. Henson                            | Georgia World Congress Center              | [ 25 ] |
| 2010 | Terrence Howard, Taraji P. Henson                            | Cobb Energy Performing Arts Centre         | [ 26 ] |
| 2011 | Cedric the Entertainer                                       | Atlanta                                    | [ 27 ] |
| 2012 | Cedric the Entertainer                                       | Las Vegas Planet Hollywood Resort & Casino | [ 28 ] |
| 2013 | Anthony Anderson                                             | Orleans Arena, Paradise                    | [ 29 ] |
| 2014 | Wendy Williams                                               | Orleans Arena, Paradise                    | [ 30 ] |
| 2015 | Erykah Badu                                                  | Orleans Arena, Paradise                    | [ 31 ] |
| 2016 | Erykah Badu                                                  | Orleans Arena, Paradise                    | [ 32 ] |
| 2017 | Erykah Badu                                                  | Orleans Arena, Paradise                    | [ 33 ] |
| 2018 | Tisha Campbell-Martin, Tichina Arnold                        | Orleans Arena, Paradise                    | [ 34 ] |
| 2019 | Tisha Campbell-Martin, Tichina Arnold                        | Orleans Arena, Paradise                    | [ 35 ] |
| 2020 | Tisha Campbell-Martin, Tichina Arnold                        | -                                          | [ 37 ] |

## Categorie

### Categorie assolute
- Album of the Year (album dell'anno)
- Song of the Year (canzone dell'anno)
- Record of the Year (registrazione dell'anno)
- Best New Artist (miglior nuovo artista)
- Best R&B/Soul Music Video (miglior video di musica R&B/soul)
- Best R&B/Soul Female Artist (miglior artista femminile R&B/soul)
- Best R&B/Soul Male Artist (miglior artista maschile R&B/soul)
- Best R&B/Soul Group/Band or Duo (miglior gruppo/band o duo R&B/Soul)
- Best Gospel Album (miglior album gospel)
- Best Jazz Album (miglior album jazz)
- Best Rap Album (miglior album rap)
- Best Independent R&B/Soul Artist or Group (miglior artista o gruppo R&B/soul indipendente) (aggiunta nel 2012)
- Centric Certified Award

### Categorie soppresse
- The Sprite Award for Best R&B/Soul or Rap Dance Cut
- Best Rap - Single
- Best Gospel Album - Solo
- Best Gospel Album - Group or Band
- Best Jazz Album - Solo
- Best Jazz Album - Group, Band or Duo

## Categorie speciali
- Quincy Jones Award for Career Achievement
- Heritage Award - Career Achievement
- Artist of the Decade Award - for Extraordinary Artistic Achievements
- Stevie Wonder Award for Outstanding Achievements in Song Writing
- Soul Train Music Award for Legend Award

### Sammy Davis, Jr. Award for Entertainer of the Year
Il Sammy Davis, Jr. Award for Entertainer of the Year è un premio conseguito dal 1989 al 2009, che riconosceva le personalità che si erano distinti nel corso dell'anno. Beyoncé è stata l'unica artista ad aver vinto questo premio due volte nella storia dello show (una volta da sola e una volta con le Destiny's Child) fino al 2009, quando Michael Jackson ha ricevuto il premio postumo alla sua morte.
| Anno | Vincitore              | Ref.   |
| ---- | ---------------------- | ------ |
| 1989 | Michael Jackson        | [ 6 ]  |
| 1990 | Arsenio Hall           | [ 7 ]  |
| 1991 | MC Hammer              | [ 8 ]  |
| 1992 | Janet Jackson          | [ 9 ]  |
| 1993 | En Vogue               | [ 10 ] |
| 1994 | Whitney Houston        | [ 11 ] |
| 1995 | Queen Latifah          | [ 12 ] |
| 1996 | Boyz II Men            | [ 13 ] |
| 1997 | Babyface               | [ 14 ] |
| 1998 | Puff Daddy             | [ 15 ] |
| 1999 | Lauryn Hill, R. Kelly  | [ 16 ] |
| 2000 | Mary J. Blige, DMX     | [ 17 ] |
| 2001 | Destiny's Child, Jay-Z | [ 18 ] |
| 2002 | Alicia Keys, Dr. Dre   | [ 19 ] |
| 2003 | Nelly                  | [ 20 ] |
| 2004 | Beyoncé, OutKast       | [ 21 ] |
| 2005 | Usher, Ciara           | [ 22 ] |
| 2006 | John Legend            | [ 23 ] |
| 2007 | Jennifer Hudson        | [ 24 ] |
| 2009 | Michael Jackson        | [ 25 ] |

## Artisti più premiati
| Artisti         | Premi |
| --------------- | ----- |
| Beyoncé         | 17    |
| Janet Jackson   | 13    |
| Chris Brown     | 13    |
| R. Kelly        | 11    |
| Babyface        | 11    |
| Michael Jackson | 10    |
| Bruno Mars      | 10    |
| Usher           | 9     |
| Alicia Keys     | 9     |
| Whitney Houston | 8     |
| Anita Baker     | 7     |
| John Legend     | 7     |
| Kirk Franklin   | 7     |
| Mariah Carey    | 6     |
| Erykah Badu     | 6     |
| Mary J. Blige   | 6     |
| Maxwell         | 6     |
| Boyz II Men     | 5     |
| Lauryn Hill     | 5     |
| Ciara           | 5     |
| TLC             | 5     |
| H.E.R.          | 5     |